# Briana Cuoco
Briana Cuoco, née le 29 novembre 1988 à Ventura (Californie), est une actrice, chanteuse et chorégraphe américaine.

## Biographie
Briana Justine Cuoco naît le 29 novembre 1988 dans la ville californienne de Ventura et grandit à Camarillo,.
Elle est la fille cadette de Layne Ann (née Wingate), femme au foyer, et de Gary Carmine Cuoco, agent immobilier.
Elle est la soeur de l'actrice Kaley Cuoco, notamment connue pour avoir joué Penny dans The Big Bang Theory. Elles ont une ascendance italienne par leur père tandis que leur mère est d'origine anglaise et allemande.
En septembre 2023, Briana Cuoco se fiance avec Brian Logan Dales, membre du groupe The Summer Set, qu'elle fréquente depuis 2021. Le couple se marie le 31 décembre 2024 à Los Angeles.

## Carrière
En 2024, elle est à l'affiche de la série télévisée de l'univers Univers DC, Dead Boy Detectives, sur Netflix.

## Filmographie

### Cinéma

#### Longs métrages
- 2015 : Beauty in the Broken : Pele Peterson
- 2022 : Rosé All Day : Chloe Stokes

### Télévision

#### Séries télévisées
- 2001 : Aux portes du cauchemar : Nikki
- 2012 : The Newsroom : la copine de Neal
- 2012 : The Lydia Bennet!! : Mary Bennet (14 épisodes)
- 2012 : The Lizzie Bennet Diaries : Mary Bennet
- 2013 : The Big Bang Theory : Gretchen
- 2013 : Mentalist : Maggie
- 2017 : Mom : Tabitha
- 2018 : Esprits criminels : Janice Fox
- 2019 : Amour, Gloire et Beauté : Tyler
- 2019 : NCIS : Enquêtes spéciales : Rosalind
- 2020–2022 : The Flight Attendant : Cecilia (4 épisodes)
- 2021 : Larry et son nombril : une employée
- 2023 : With Love : Ana (2 épisodes)
- 2024 : Dead Boy Detectives : Jenny Green (8 épisodes)

#### Séries télévisées d'animation
- 2020–2023 : Harley Quinn : Batgirl, Barbara Gordon (voix, 18 épisodes)

#### Téléfilms
- 2022 : Sugar baby malgré moi : Serena